# Mistaken Identity (cântec)
Mistaken Identity este un cântec al interpretei Delta Goodrem. Acesta a fost lansat ca single, devenind al primul single al artistei ce nu atinge locul 1 în Australia. „Mistaken Identity”  a atins doar locul 7 în aceeași țară. Single-ul a fost lansat doar în Australia, fiind inclus pe albumul cu același nume.

## Lista Melodiilor
1. „Mistaken Identity”
2. „Silence Be Heard”
3. „How a Dream Looks”
4. „Mistaken Identity” (videoclip)

## Clasamente
| Clasament                | Poziția Maximă |
| ------------------------ | -------------- |
| Australian Singles Chart | 7              |